# Посольство Швеции в Турции
Посольство Швеции в Турции расположено в районе Чанкая Анкары, столицы Турции.

## История
Основа шведско-турецких отношений восходит к османскому периоду. В 1757 году в Стамбуле было открыто первое шведское консульство на территории Турции. В 1870 году произошел переезд, и консульство перенесли в новое здание. Это здание консульства является старейшим недвижимым имуществом Швеции, принадлежащим за границей (сейчас там расположено Консульство Швеции в Стамбуле). После переноса столицы в Анкару в 1934 году открыто нынешнее посольство Швеции в районе Каваклыдере в Чанкая. На открытии присутствовали тогдашний президент Мустафа Кемаль Ататюрк и шведский принц Густав VI Адольф.